# 2226 Cunitza
2226 Cunitza је астероид главног астероидног појаса са средњом удаљеношћу од Сунца која износи 2,869 астрономских јединица (АЈ).
Апсолутна магнитуда астероида је 11,6.